# Luce Irigaray
Luce Irigaray (Blaton, Bélgica, 3 de mayo de 1930) es una lingüista, filósofa y psicoanalista feminista francesa de origen belga. Está considerada como una de las teóricas fundacionales del pensamiento del feminismo de la diferencia francés.
Su obra más conocida es Espéculo de la otra mujer, su tesis doctoral, publicada en 1974 con el título original de Spéculum de l`autre femme, obra que la llevó a una intensa disputa con el analista Jacques Lacan. Ésta se enfoca en la exclusión de la mujer del lenguaje mismo y a partir de allí de los más diversos aspectos de la vida y la ciencia, incluida la teoría psicoanalítica.
Con sus planteos lacanianos rechaza la herencia emancipatoria e igualitarista por tratarse, a su juicio, de un puro discurso masculino. La alternativa pasa por una indagación simbólica que permita aflorar su "ser mujer".
Irigaray ha sido criticada tanto por el feminismo, que la tacha de esencialista, como por los científicos, por algunas afirmaciones que han sido calificadas de absurdas.

## Biografía
Luce Irigaray nace en Blaton (Bélgica) el 3 de mayo de 1930. Estudia filosofía en la Universidad de Lovaina y se gradúa en 1955. Luego de haber enseñado en un liceo de Bruselas, se traslada a Francia. En 1961 recibe la licenciatura en psicología en la Universidad de París y en 1962 el Diploma en psicopatología. Desde 1962 a 1964 trabaja para la Fundación Nacional de la Investigación Científica en Bélgica. Después de lo cual comienza a trabajar como asistente en el Centro Nacional de la Investigación Científica de París, donde es actualmente directora de investigación. En 1968 recibe un Doctorado en Lingüística. En 1969 analiza a Antoniette Fouque, una líder feminista de la época. Desde 1970 a 1974 enseña en la Universidad de Vincennes. En este período se convierte en miembro de la EFP (Ecole Freudienne de Paris), fundada por Jacques Lacan. En 1974 publica su tesis de doctorado Espéculo, de la otra mujer donde critica con punzante ironía el pensamiento de Freud y de Lacan sobre la sexualidad femenina. Este libro, que provoca muchas polémicas, marca su ruptura con Lacan y causa la suspensión del cargo de docente en la Universidad de Vincennes.
Irigaray logra encontrar un nuevo público en los círculos feministas de París (se implica además en manifestaciones por la anticoncepción y por el derecho al aborto). Realiza muchos seminarios y conferencias por toda Europa, decenas de las cuales son recogidas y publicadas (Oltre i propri confini, Baldini Castoldi Dalai, 2007). El trabajo de Irigaray influenciará los movimientos feministas franceses e italianos por algunas décadas.
En 1982 obtiene la cátedra de filosofía en la Universidad Erasmo de Róterdam (su actividad de investigación en esta facultad la lleva a la publicación de la obra Etica de la diferencia sexual). En 1991 es elegida diputada del Parlamento Europeo. En 1993 escribe, directamente en italiano, Amo a te. En diciembre de 2003 la Universidad de Londres le confiere el grado honoris causa en Literatura. Desde 2004 al 2006 ha sido visiting professor del departamento de Lenguas y Literaturas Extranjeras de la Universidad de Nottingham. En 2007 es afiliada a la Universidad de Liverpool. En 2008 le es asignada la licenciatura honoris causa en Literatura por la University College de Londres.

## La primera obra:Espéculo. De la otra mujer
El texto, que es la tesis de doctorado de la autora publicada en Francia en 1974, marca su ruptura con Lacan y le cuesta la expulsión de la Universidad de Vincennes.
La obra se puede considerar un clásico del pensamiento feminista, un libro en el que se habla de la mujer y de su sexualidad sin definirla, sin concluirla, contra todas las prácticas y las ideologías que desde los inicios del pensamiento occidental han reducido su cuerpo al silencio, a la uniformidad, a la sujeción.
La primera parte de la obra está dedicada al psicoanálisis, la segunda a la filosofía. Ambas convergen en la tesis del esencialismo de la diferencia sexual, desplegada sin embargo de un modo que exalta y no deprime la sexualidad femenina.
Según la autora el psicoanálisis y la filosofía clásica han producido una cultura aparentemente válida para todos, pero en realidad portadora de valores machistas. La obra propone una “fundación” de la teoría de la diferencia sexual a través de un análisis crítico personalísimo de las tesis de Freud (y por tanto indirectamente de Lacan) y de toda la tradición filosófica occidental (desde Platón a Hegel).

### El ataque a Lacan y a la ideología masculina
La referencia al “espéculo” (en contraposición al “espejo”) es un indirecto ataque a Lacan, quien en su escrito El estadio del espejo como formador de la función del yo (je) tal como se nos revela en la experiencia psicoanalítica (1949) indicaba como central y decisiva en la infancia la experiencia del espejo. 
En esta fase el niño o la niña se ven reflejados en el espejo por primera vez y comienzan a adquirir y construir el sentido de su identidad como individuos separados de la madre y de los otros, cuestión fundamental que signará a su vez, la imposibilidad estructural de tal separación, pues a nivel subjetivo este movimiento determinará una doble alienación en la construcción del yo; por un lado, una alienación imaginaria, mi identidad construida por el reflejo, por la imagen que me devuelve el otro, y por otra parte, una alienación simbólica, mi deseo capturado en el deseo del Otro, primer otro primordial, la madre y la lengua que me transmite.
El espejo (que reenvía solo imágenes), precede por poco la aparición del Padre y de su Ley. Esta ley (hecha de palabras) sanciona el estatus y el rol respectivo de hombre (superior) y de mujer (inferior). El orden impuesto por esta ley es llamado “orden simbólico” y en él las palabras, los discursos son los símbolos que se distinguen de las imágenes y de los signos. Los signos pertenecen en cambio a la fase pre-edipica, fase precedente a la del espejo y llamada por Kristeva orden semiótico (de la madre), oponiéndolo a la fase del orden simbólico (del padre).
En la ideología del orden simbólico (y por tanto en el lenguaje de la ley del padre) la mujer “funciona” como espejo para el hombre; éste, mirando a la mujer en su condición de inferioridad, se ve a sí mismo en condición de superioridad. El hombre no ve a la mujer como es, sino como el contrario de sí: un agujero, una falta, una ausencia. Del mismo modo el órgano genital masculino es visto como el contrario del femenino: el falo es el pleno, la actividad, el todo; la vagina es el vacío, la pasividad, la nada.
Freud y el pensamiento masculino ven en la mujer solamente la negación de eso que el hombre posee (de aquí la famosa envidia del pene atribuida por Freud a la niña). En la teoría psicoanalítica de Freud la sexualidad femenina es interpretada como una falta, casi una nostalgia, de la masculina: la mujer descubre su sexualidad dándose cuenta de la falta de pene y sucesivamente emplea su energía en obtener el sexo masculino.
En consecuencia, el discurso del hombre es un discurso falocéntrico: el fa-logo-centrismo es la actitud del hombre en cuanto pone, al centro de todo a sí mismo, el propio falo, el propio discurso.

### La otra mujer
Según Irigaray, si en cambio del espejo se usa un espéculo, se verá que eso que para el hombre era el vacío o la nada a llenar, es en cambio un lugar con su realidad y una sexualidad rica y múltiple (que en comparación hace aparecer modesta la masculina).
Para la mujer la realidad de su castración significa en el fondo esto: “ustedes hombres no ven nada, no saben nada, no se encuentran, no se reconocen. Y esto les es insoportable. Entonces no existe, no hay nada.”
El hombre, según Irigaray, ve como un peligro la diversidad positiva de la mujer, en cuanto esta diversidad (una realidad diferente, no una nada o un vacío) pone en crisis su imaginario, determinado exclusivamente del falogocentrismo. Si la mujer, además de la envidia del pene, tuviera otros deseos, el espejo que debe reenviar al hombre su imagen invertida perdería quizás su unidad, unicidad, simplicidad. Para el hombre la otra mujer, la del espéculo y no del espejo, no existe; para él existe sólo la mujer del espejo, que le da la reaseguradora imagen invertida por él construida.

## De la otra mujer: la naturaleza a dos
Luce Irigaray se confronta con Simone de Beauvoir sobre la “diferencia femenina”. Está convencida de que buscar el propio espacio de un modo masculino no es suficiente. Quien, como mujer, quiere obtener paridad de condiciones y de derechos buscando una igualdad con el modelo masculino de referencia de la cultura occidental, termina implícitamente por admitir la validez de tal modelo (que no es debatido, sino al contrario se trata de imitar y de alcanzar).
La crítica a Simone De Beauvoir es una ocasión para afirmar la intrínseca diversidad de la naturaleza femenina: la diferencia sexual. Irigaray afirma en muchas oportunidades que eso de lo que hace falta hacerse cargo es el límite interno a la naturaleza misma, dictado por el género al que pertenecemos. La naturaleza es a dos: hombre y mujer.
"Se necesita también cultivar y desarrollar identidad y subjetividad en el femenino, sin renunciar a sí mismas. Los valores de los que las mujeres son portadoras no son suficientemente reconocidos y apreciados, incluso por las mismas mujeres. Sin embargo, son valores de los que el mundo hoy tiene necesidad urgente, sea que se trate de un mayor cuidado de la naturaleza o de una capacidad de entrar en relación con el otro".

## Recorrido
Si inicialmente su investigación estaba dedicada a una crítica radical del “discurso falogocentrico”, sucesivamente se ha dirigido a definir los valores necesarios para asegurar la autonomía del sujeto femenino, para después llegar, en estos últimos años, a poner en práctica las condiciones para una cultura y una convivencia entre sujetos diferentes, de lo que el paradigma más universal es justamente la relación hombre-mujer, hombres-mujeres.
Irigaray invita a analizar a fondo el tema de las diferencias de género como elemento fundamental para alcanzar un verdadero multiculturalismo: la plena comprensión de las diferencias entre hombre y mujer es la base fundamental para aceptar a los otros; para hacer posible una globalización no destructiva de la subjetividad individual y de las culturas. El objetivo es el de investigar un futuro más justo y feliz para la humanidad.
Se puede alcanzar este futuro solo con el descubrimiento, teórico y práctico, de una relación con el otro nutrida de respeto recíproco por las diferencias. A la base de esto, está una cultura de dos sujetos, masculino y femenino, portadores de valores diferentes, pero de equivalente importancia para la elaboración de lazos y de civilidad, sea en el ámbito privado que en la comunidad humana mundial.
«Se ha hecho de este pensamiento de la diferencia un pensamiento sólo de las mujeres y entre las mujeres. No lo he dicho nunca. Esta era una etapa necesaria para estructurar el sujeto femenino, pero la finalidad sigue siendo una cultura de dos sujetos. Es una cultura de dos sujetos la que nos permite entrar en el multiculturalismo, siendo la diferencia hombre-mujer la primera diferencia»

### Hablar no es nunca neutro
Luce Irigaray realiza muchos estudios sobre el lenguaje. Sostiene que, si el diálogo está a la base de la confrontación, es entonces importante cambiar nuestro modo de hablar: la palabra es necesaria para llegar al otro, y entrar en diálogo. La diferencia sexual tiene necesidad de un lenguaje que la determine, a través del cual se pueda hablar, discutir e incluso destruir si es el caso. Las mujeres tienen necesidad de palabras, de un simbólico conforme a la experiencia femenina. Una mujer debe poder hablar de sí sin pasar necesariamente a través del imaginario masculino. 
Según Irigaray el lenguaje debe ser deconstruido de manera que venga develado el carácter falsamente neutro, deberá entonces ser construido un nuevo lenguaje, portador de nuevos valores. Una palabra similar no puede resultar de una enseñanza recibida: debe ser asumida libremente por cada uno y cada una fuera de los vínculos de las habitudes y de las costumbres.

### La humanidad a dos
De algunos estudios que Irigaray realiza sobre el lenguaje de los y las jóvenes, emerge que nuestra sociedad habla siempre de un sujeto único (que de hecho es masculino) que construye una filosofía vertical y supera la naturaleza; si se entra en cambio en la óptica de los dos sujetos (diferentes pero en continua relación entre ellos) esta relación cambia y cada sujeto es en relación con la naturaleza, con todos los individuos y con la cultura."La humanidad es a dos y necesita divinizar esta condición, cultivar nuestro ser en relación con el prójimo".

### La vía del amor
La vía del amor es un tentativo de repensar y refundar la filosofía occidental, desquiciando las tradiciones sapientes de nuestra cultura.
Indica los caminos para alcanzar, a través de la palabra, a acercarse al otro, a entrar en diálogo.
Sugiere un nuevo modo de pensar que implica la relación entre arte, religión y filosofía. En este modo de pensar deben los hombres y las mujeres ser considerados en su globalidad y en sus diferencias.
Según la autora es necesario, para pasar a una nueva etapa de la evolución de la cultura, cambiar nuestras actitudes respecto al otro; el objetivo es el de descubrir un nuevo alfabeto y una nueva gramática política para la realización de una democracia a dos.

## Críticas
En Fashionable Nonsense, Alan Sokal y Jean Bricmont criticaron el uso que hace Irigaray de la terminología de la ciencia en sus escritos. Entre las críticas, destacan su confusión entre la relatividad especial y la relatividad general y  su afirmación de que E = mc2 es una "ecuación sexuada" porque "privilegia la velocidad de la luz sobre otras velocidades que son de vital importancia para nosotros".
“¿Es la ecuación E=MC2 una ecuación sexuada? Tal vez sí. Supongamos que sí, en la medida en que favorece la velocidad de la luz frente a otras velocidades que necesitamos de manera vital. Lo que me parece una posibilidad de que la ecuación tenga una firma de género no es directamente su uso para las armas nucleares, sino haber privilegiado lo que va más rápido [...] 
Richard Dawkins escribió que otra afirmación de Irigaray —que la mecánica de fluidos fue injustamente descuidada en la física debido a su asociación con fluidos (que serían femeninos, en contraste con los sólidos masculinos)— es "una chifladura absurda".
Por su parte, Luce Irigaray expresa que todo discurso, incluido el científico, habla desde una posición de género, y que su supuesta universalidad o neutralidad son ilusorias. Su cuestionamiento se refiere menos al uso técnico de una fórmula que a la forma en que el lenguaje traduce la imaginación, el simbolismo, las actitudes psicológicas, con lo que esto implica tanto sobre la orientación del pensamiento —intuición, deseo—, como de la acción —investigación, publicaciones, etc.—.  

## Obra

### Algunas publicaciones
- Le Langage des déments (Mouton / De Gruyter, 1973).
- Speculum. De l’autre femme (Éditions de Minuit, 1974). Espéculo de la otra mujer (Akal, 2007).
- Ce sexe qui n’en est pas un (Éditions de Minuit, 1977). Ese sexo que no es uno (Akal, 2009).
- Et l’une ne bouge pas sans l’autre (Éditions de Minuit, 1979).
- Amante marine de Friedrich Nietzsche (Éditions de Minuit, 1980).
- Le Corps-à-corps avec la mère (La Pleine lune, 1981). El cuerpo a cuerpo con la madre (Lasal, 1985).
- Passions élémentaires (Éditions de Minuit, 1982).
- L’Oubli de l’air - chez Martin Heidegger (Éditions de Minuit, 1983).
- La Croyance même (Éditions Galilée, 1983).
- Éthique de la différence sexuelle (Éditions de Minuit, 1984). Ética de la diferencia sexual (Ellago, 2010).
- Parler n’est jamais neutre (Éditions de Minuit, 1985).
- Sexes et parentés (Éditions de Minuit, 1987).
- Le Temps de la différence. Pour une révolution pacifique (L.G.F., « Le Livre de poche. Biblio », 1989).
- Sexes et genres à travers les langues (Grasset, 1990).
- Je, tu, nous. Pour une culture de la différence (Grasset, 1990 ; L.G.F., « Le Livre de poche. Biblio » n°4155, 1992). Yo, tú, nosotras (Cátedra, 1992).
- J’aime à toi (Grasset, 1992). Amo a ti: bosquejo de una felicidad en la historia (Icaria, 1994).
- Être deux (Grasset, 1997).
- Entre Orient et Occident (Grasset, 1999).
- Prières quotidiennes / Everyday prayers (Maisonneuve et Larose / University of Nottingham, 2004).